# 윌리엄 웨브
윌리엄 플러드 웨브 경 KBE (William Flood Webb, 1887년 1월 21일 ~ 1972년 8월 11일)는 오스트레일리아의 법률가이다. 퀸즐랜드주 대법원장, 오스트레일리아 고등법원 재판관을 지냈다. 제2차 세계 대전 전후 극동군사재판의 재판장을 맡았다.